# Grande comète de 1901
 (juin 2013).
Si vous disposez d'ouvrages ou d'articles de référence ou si vous connaissez des sites web de qualité traitant du thème abordé ici, merci de compléter l'article en donnant les références utiles à sa vérifiabilité et en les liant à la section « Notes et références ».

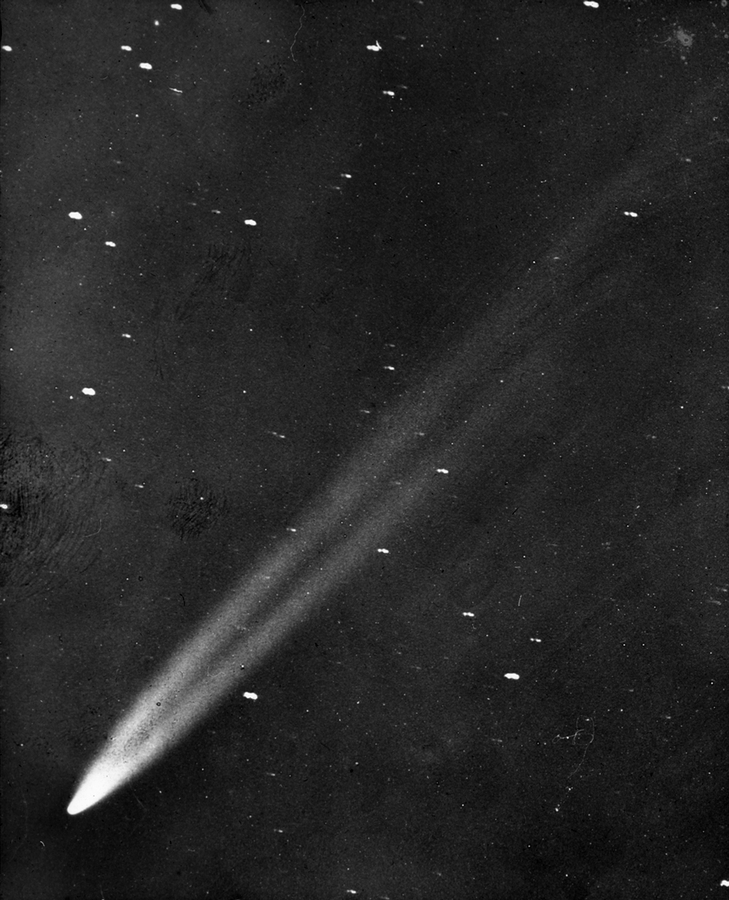
Grande comète de 1901

La grande comète de 1901 (C/1901 G1) est une comète parabolique devenue visible à l'œil nu en 1901. Elle a atteint la magnitude 1.

## Orbite
Elle est passée au périhélie le 24 avril 1901 à 0,24 UA du Soleil.
Son excentricité est de 1,0000000 ;
Son argument du périhélie est de 203,05° ;
Son nœud ascendant est de 111,03° ;
Son inclinaison est de 131,07°.